# Walter de Maria
Walter de Maria (anglès: Walter De Maria)  (Albany, 1 d'octubre de 1935 - Los Angeles, 25 de juliol de 2013) va ser un artista, escultor, il·lustrador i compositor estatunidenc, que va viure i treballar a la ciutat de Nova York. La pràctica artística de Walter de Maria està relacionada amb el minimalisme, l'art conceptual i l'art natura dels anys seixanta. El director de LACMA, Michael Govan, el va qualificar com «un dels majors artistes del nostre temps». Govan, que va treballar amb De Maria durant diversos anys, va trobar l'obra de De Maria «singular, sublim i directa».